# Дубки (Німанський район)
Дубки (рос. Дубки) — селище Німанського району, Калінінградської області Росії. Входить до складу Німанського міського поселення.
Населення —  412 осіб (2015 рік). 